# یوبوندو
یوبوندو (به لاتین: Ubundu) یک منطقهٔ مسکونی در جمهوری دموکراتیک کنگو است که در استان اورینتال واقع شده‌است.